# Canon EOS 300

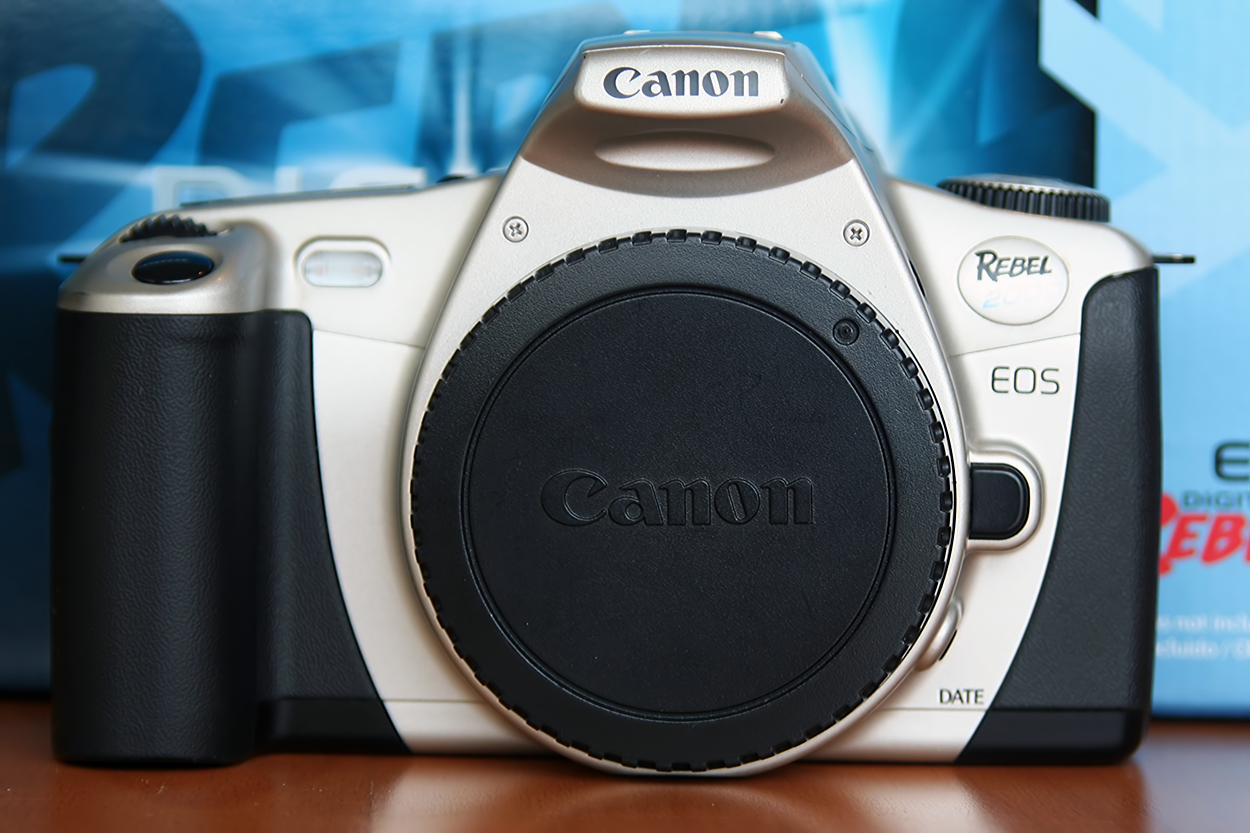
Фотокамера Canon EOS 300

Canon EOS 300 (назва в США — EOS Rebel 2000, в Японії — EOS Kiss III) — малоформатна однооб'єктивна дзеркальна камера з автофокусом, розрахована на фотоаматорів.
Надійшла у продаж у квітні 1999, змінивши модель Canon EOS 500N, була замінена моделлю Canon EOS 300V 2002 року.
Камера Canon EOS 300 була названа кращою Європейською асоціацією журналів з аудіо- й відеотехніки 1999—2000 рр.

## Опис
Модель є камерою початкового рівня, має ламельний затвор з діапазоном витримок від 1/2000 до 30 секунд, витримка синхронізації 1/90. При цьому, в ній вперше застосований матричний сенсор для вимірювання експозиції по 35 зонам з можливістю прив'язки до вибраної точки фокусування. Фотоапарат оснащений 7-точковим модулем фазового автофокусу з ручним вибором активної точки. Точки фокусування не підсвічуються. Простий автофокус, що стежить (прогнозний) автофокус. Відсутність брекетингу компенсується наявністю репетира діафрагми не характерного для апаратури аматорського класу. Повний набір режимів автоматичного керування експозицією доповнений наявністю експокорекції в діапазоні +/- 2 ступені.